# Pherotrichis mixtecana
Pherotrichis mixtecana là một loài thực vật có hoa trong họ La bố ma. Loài này được Brandegee miêu tả khoa học đầu tiên năm 1910.